# Irmelin Rose
"Irmelin Rose" er et digt der blev skrevet af J.P. Jacobsen i 1875 og blev udgivet i digtsamlingen Fem Digte. I 1891 satte Carl Nielsen musik til digtet og udgav det med sit opus 4. Det er en af hans tidligste sange.
Carl Nielsens ældste datter blev døbt Irmelin.

## Eksterne links
- Link til Carl Nielsen Udgavens praktisk/videnskabelige digitale udgave:

- Carl Nielsens Sange 1

- Musik til fem digte af J.P. Jacobsen opus 4: Trykte noder på side 2

- Tekstbind inkl. forord, kritisk beretning og sangbare oversættelser til engelsk

- Musik til fem digte af J.P. Jacobsen opus 4: Indtroduktion på side 23; Engelsk sangbar oversættelse på side 183

| Musik | Spire Denne musikartikel er en spire som bør udbygges. Du er velkommen til at hjælpe Wikipedia ved at udvide den. |